# Heinrich Wilhelm von Pabst
Heinrich Wilhelm von Pabst (Maar, 26 settembre 1798 – Hütteldorf, 10 luglio 1868) è stato un agricoltore e funzionario tedesco.
Durante la sua adolescenza, lavorò come apprendista agricolo nelle proprietà di Freiherrn von Riedesel, e in seguito, fece dei viaggi di studio in tutta la Germania. Nel 1823 divenne insegnante e contabile presso l'accademia agricola di Hohenheim. Nel 1831 ricevette il titolo di Ökonomierat e fu nominato segretario perenne delle organizzazioni agricole nel Granducato d'Assia. Successivamente, aprì una scuola agricola a Kranichstein, vicino a Darmstadt.
Nel 1839 fu nominato direttore della scuola agricola di Eldena e nel 1845 tornò come direttore alla scuola agricola di Hohenheim. Nel 1856 fu nominato ministro ministeriale austriaco per la gestione del territorio e direttore dello stabilimento di apprendimento ad Altenburg. Nel 1861 divenne direttore della gestione del territorio presso il Ministero del commercio e dell'economia di Vienna.

## Opere principali
- Anleitung zur Rindviehzucht und zur verschiedenartigen Benutzung des Hornviehes, 1829.
- Allgemeine Grundsätze des Ackerbaues, 1841.
- Anleitung zur zweckmäßigen Kultur und Bereitung des Flachses, 1846
- Landwirthschaftliche Erfahrungen von Hohenheim, 1849.
- Anleitung zur Rindviehzucht, 1851.
- Die landwirthschaftliche Taxationslehre, 1851.
- Lehrbuch der Landwirthschaft, 1861.[3]